# شهرستان کومانچی (کانزاس)
شهرستان کومانچی، کانزاس (به انگلیسی: Comanche County, Kansas) یک سکونتگاه مسکونی در ایالات متحده آمریکا است که در کانزاس واقع شده‌است.